# Tarsier Studios
A Tarsier Studios svéd videójáték-fejlesztő stúdió, az Embracer Group tulajdonában lévő Goodbye Kansas Game Invest leányvállalata. Székhelyük Malmőben található, de van egy irodájuk Karlshamnban is. 2004-ben alapították Team Tarsier néven, de nevüket 2009-ben Tarsier Studiosra váltották miután az SCE két projekt elkészítésével bízta meg őket. 2010-ben szerződést kötöttek a Sony Computer Entertainment Europe-pal egy új, meg nem nevezett projektre, ezzel megszerezve a Sony teljes körű támogatását. A stúdió körülbelül 40 alkalmazottat foglalkoztat.
2019. december 20-án az Embracer Group bejelentette a stúdió felvásárlását.

## Videójátékai
| Év   | Cím                                              | Platform                                                    |
| ---- | ------------------------------------------------ | ----------------------------------------------------------- |
| 2008 | LittleBigPlanet (DLC)                            | PlayStation 3                                               |
| 2009 | Rag Doll Kung Fu: Fists of Plastic               | PlayStation 3                                               |
| 2011 | LittleBigPlanet 2 (DLC)                          | PlayStation 3                                               |
| 2012 | LittleBigPlanet PS Vita                          | PlayStation Vita                                            |
| 2013 | LittleBigPlanet 2 – DC Comics Premium Level Pack | PlayStation 3                                               |
| 2014 | LittleBigPlanet 3                                | PlayStation 3, PlayStation 4                                |
| 2015 | Tearaway Unfolded                                | PlayStation 4                                               |
| 2017 | Little Nightmares                                | Microsoft Windows, Nintendo Switch, PlayStation 4, Xbox One |
| 2017 | Statik                                           | PlayStation VR                                              |
| 2019 | The Stretchers                                   | Nintendo Switch                                             |
| 2020 | Little Nightmares II                             | Microsoft Windows, PlayStation 4, Nintendo Switch, Xbox One |